# Adrián Faúndez
Adrián Alonso Faúndez Cabrera (Temuco, Chile, 5 de agosto de 1989) es un futbolista chileno.

## Carrera

### Fútbol Joven Sub-18
Hasta fines del 2008 jugó el campeonato del Fútbol Joven Sub-18 del fútbol chileno para cadetes, donde el equipo de Universidad de Chile llegó a la final del torneo siendo Adrián Faúndez con la camiseta 14, una de las figuras y goleadores de esa serie comandada por el técnico Hector Pinto.
Ese mismo año tras su gran temporada en la serie sub-18, fue nominado a la selección Chilena sub-20 por Ivo Basay en la cual finalmente no estuvo en la lista para el sudamericano en Venezuela.

### Profesional
Tras su gran año en la juvenil de Universidad de Chile a principios del 2009 fue ascendido al primer equipo en la cual estaba a cargo el entrenador uruguayo Sergio Markarian,
Debutó oficialmente en el primer equipo frente a Cobresal el 21 de mayo de 2009 por un partido pendiente del torneo en El Salvador ingresando por Hugo Notario en el minuto 65 de partido con la camiseta número 26, logrando un muy buen debut como profesional , en el minuto 66, un minuto después del ingreso, José Luis Silva anota el empate transitorio para la "U" tras brillante jugada de Adrián Faúndez, aquel partido terminó 3-2 a favor de los locales. Además jugó como titular un amistoso contra Argentinos Juniors celebrando la obtención del título del Torneo de Apertura. El partido finalizó con triunfo mediante lanzamientos penales a favor del cuadro trasandino.
El año 2010 es enviado a préstamo a Cobresal, justamente el equipo que enfrentó en su primer partido de Primera División, logrando una gran campaña en el cuadro de Luis Musrri, su primer gol como profesional lo anotó frente a Universidad Católica el 28 de agosto del 2010,  Universidad Católica, un gol ante Santiago Wanderers, otro gol ante Huachipato, Universidad de Concepción y Audax Italiano fueron los equipos a los cuales le logró convertir. 
En 2011 paso por Ñublense, donde descendió de categoría con los ´´diablos rojos´´.  En 2012 volvió a Cobresal y después en 2013 jugo por Deportes Concepción de la Primera B. Actualmente esta sin club.

## Clubes
| Club                 | País  | Año       |
| -------------------- | ----- | --------- |
| Universidad de Chile | Chile | 2008-2009 |
| Cobresal             | Chile | 2010      |
| Ñublense             | Chile | 2011      |
| Cobresal             | Chile | 2012      |
| Deportes Concepción  | Chile | 2013      |

## Títulos

### Torneos nacionales
| Título           | Club                 | País  | Año    |
| ---------------- | -------------------- | ----- | ------ |
| Primera División | Universidad de Chile | Chile | 2009-A |